# Farincourt
Farincourt est une commune française, située dans le département de la Haute-Marne en région Grand Est.

## Géographie

### Localisation
|          | Voncourt                            |                                     |
| Valleroy | Farincourt                          | Bourguignon-lès-Morey (Haute-Saône) |
|          | Fouvent-Saint-Andoche (Haute-Saône) |                                     |

### Hydrographie
La commune est dans le bassin versant de la Saône au sein du bassin Rhône-Méditerranée-Corse. Elle est drainée par la Rigotte et le ruisseau du Petit Moulin.
La Rigotte, d'une longueur de 11 km, prend sa source dans la commune de La Rochelle et disparaît en milieu souterrain dans la « perte de la Rigotte » ou « trou des Andouzoirs », un phénomène karstique qui s'est formé au Bajocien localisé sur la commune de  sur la commune, après avoir traversé cinq communes,. 

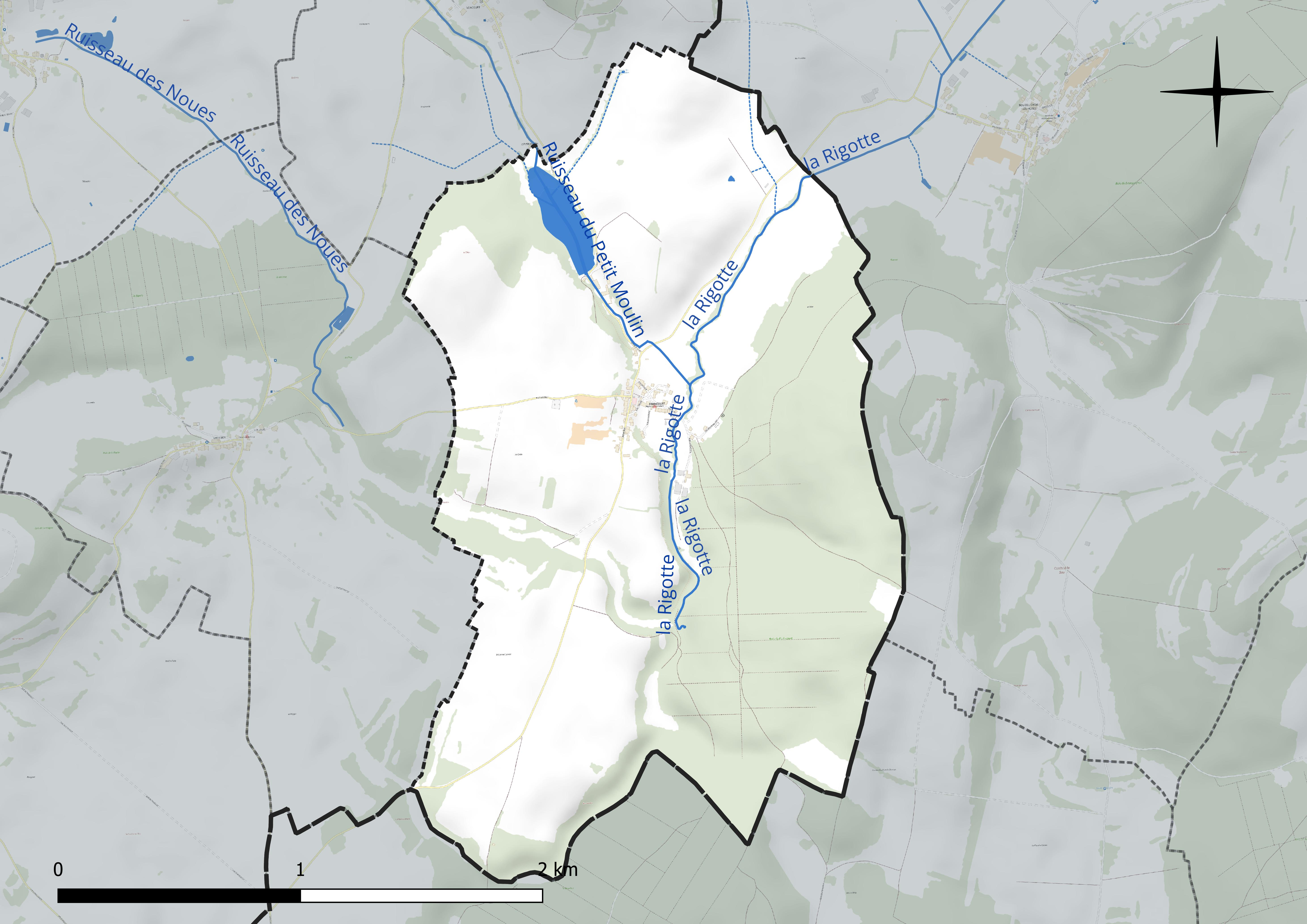
Réseau hydrographique de Farincourt.

### Climat
Pour des articles plus généraux, voir Climat du Grand Est et Climat de la Haute-Marne.
En 2010, le climat de la commune est de type climat des marges montargnardes, selon une étude du Centre national de la recherche scientifique s'appuyant sur une série de données couvrant la période 1971-2000. En 2020, Météo-France publie une typologie des climats de la France métropolitaine dans laquelle la commune est dans une zone de transition entre le climat océanique altéré et le climat océanique altéré et est dans la région climatique  Lorraine, plateau de Langres, Morvan, caractérisée par un hiver rude (1,5 °C), des vents modérés et des brouillards fréquents en automne et hiver. 
Pour la période 1971-2000, la température annuelle moyenne est de 9,9 °C, avec une amplitude thermique annuelle de 17,2 °C. Le cumul annuel moyen de précipitations est de 962 mm, avec 13,1 jours de précipitations en janvier et 9,3 jours en juillet. Pour la période 1991-2020, la température moyenne annuelle observée sur la station météorologique de Météo-France la plus proche, « Fayl-Billot_sapc », sur la commune de Fayl-Billot à 11 km à vol d'oiseau, est de 10,5 °C et le cumul annuel moyen de précipitations est de 995,6 mm. 
La température maximale relevée sur cette station est de 38,5 °C, atteinte le 25 juillet 2019 ; la température minimale est de −16,1 °C, atteinte le 24 décembre 2001,,. 
Les paramètres climatiques de la commune ont été estimés pour le milieu du siècle (2041-2070) selon différents scénarios d'émission de gaz à effet de serre à partir des nouvelles projections climatiques de référence DRIAS-2020. Ils sont consultables sur un site dédié publié par Météo-France en novembre 2022.

## Urbanisme

### Typologie
Au 1er janvier 2024, Farincourt est catégorisée commune rurale à habitat très dispersé, selon la nouvelle grille communale de densité à sept niveaux définie par l'Insee en 2022.
Elle est située hors unité urbaine et hors attraction des villes,.

### Occupation des sols
L'occupation des sols de la commune, telle qu'elle ressort de la base de données européenne d’occupation biophysique des sols Corine Land Cover (CLC), est marquée par l'importance des territoires agricoles (59,1 % en 2018), une proportion sensiblement équivalente à celle de 1990 (58,6 %). La répartition détaillée en 2018 est la suivante : 
forêts (40,9 %), terres arables (31,8 %), prairies (25,3 %), zones agricoles hétérogènes (2 %). L'évolution de l’occupation des sols de la commune et de ses infrastructures peut être observée sur les différentes représentations cartographiques du territoire : la carte de Cassini (XVIIIe siècle), la carte d'état-major (1820-1866) et les cartes ou photos aériennes de l'IGN pour la période actuelle (1950 à aujourd'hui).

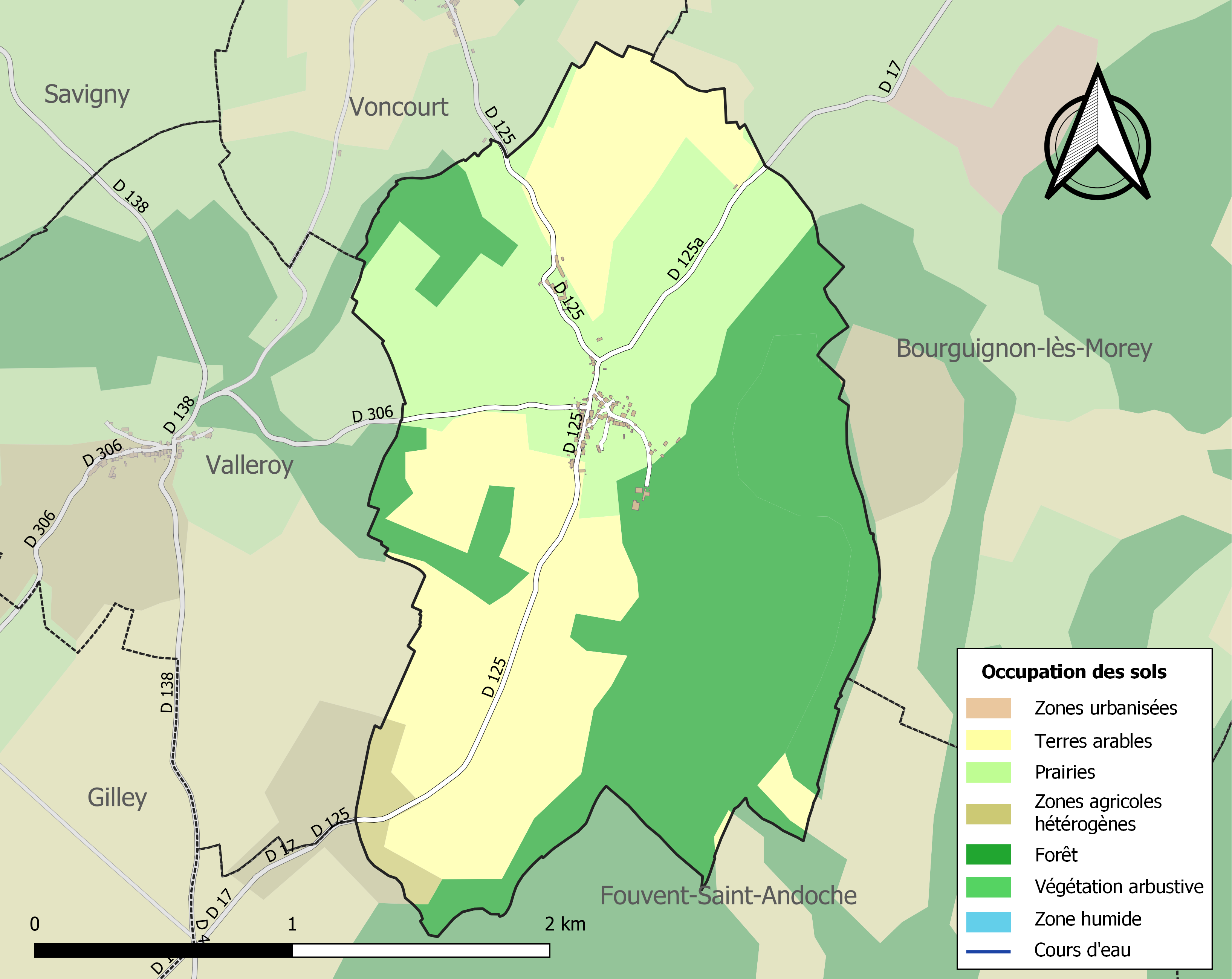
Carte des infrastructures et de l'occupation des sols de la commune en 2018 (CLC).

## Toponymie
Le nom de la localité est attesté sous la forme Farincourt (1675).

## Politique et administration

### Liste des maires
| Période                                  | Période  | Identité                   | Étiquette | Qualité                                                                              |
| ---------------------------------------- | -------- | -------------------------- | --------- | ------------------------------------------------------------------------------------ |
| Les données manquantes sont à compléter. |          |                            |           |                                                                                      |
| avant 1910                               |          | Henri de Tricornot de Rose |           | Industriel, maître de forges Conseiller général du canton de Fayl-Billot (1903-1910) |
| mars 2008                                | En cours | Antoine Vuillaume          |           |                                                                                      |

## Population et société

### Démographie
L'évolution du nombre d'habitants est connue à travers les recensements de la population effectués dans la commune depuis 1793. Pour les communes de moins de 10 000 habitants, une enquête de recensement portant sur toute la population est réalisée tous les cinq ans, les populations de référence des années intermédiaires étant quant à elles estimées par interpolation ou extrapolation. Pour la commune, le premier recensement exhaustif entrant dans le cadre du nouveau dispositif a été réalisé en 2004.

En 2022, la commune comptait 35 habitants, en évolution de −10,26 % par rapport à 2016 (Haute-Marne : −4,62 %, France hors Mayotte : +2,11 %).
| 1793 | 1800 | 1806 | 1821 | 1831 | 1836 | 1841 | 1846 | 1851 |
| ---- | ---- | ---- | ---- | ---- | ---- | ---- | ---- | ---- |
| 160  | 203  | 192  | 202  | 232  | 248  | 274  | 283  | 275  |

| 1856 | 1861 | 1866 | 1872 | 1876 | 1881 | 1886 | 1891 | 1896 |
| ---- | ---- | ---- | ---- | ---- | ---- | ---- | ---- | ---- |
| 273  | 327  | 358  | 315  | 278  | 258  | 253  | 246  | 228  |

| 1901 | 1906 | 1911 | 1921 | 1926 | 1931 | 1936 | 1946 | 1954 |
| ---- | ---- | ---- | ---- | ---- | ---- | ---- | ---- | ---- |
| 207  | 214  | 233  | 257  | 233  | 220  | 201  | 202  | 220  |

| 1962 | 1968 | 1975 | 1982 | 1990 | 1999 | 2004 | 2006 | 2009 |
| ---- | ---- | ---- | ---- | ---- | ---- | ---- | ---- | ---- |
| 182  | 151  | 111  | 89   | 68   | 51   | 56   | 55   | 51   |

| 2014 | 2019 | 2022 | - | - | - | - | - | - |
| ---- | ---- | ---- | - | - | - | - | - | - |
| 42   | 37   | 35   | - | - | - | - | - | - |

## Économie
- Commune labellisée "Commune Nature", zéro phyto, niveau 3 (à la date du 31.12.2021 - Région Grand-Est).

## Culture locale et patrimoine

### Cartes postales anciennes

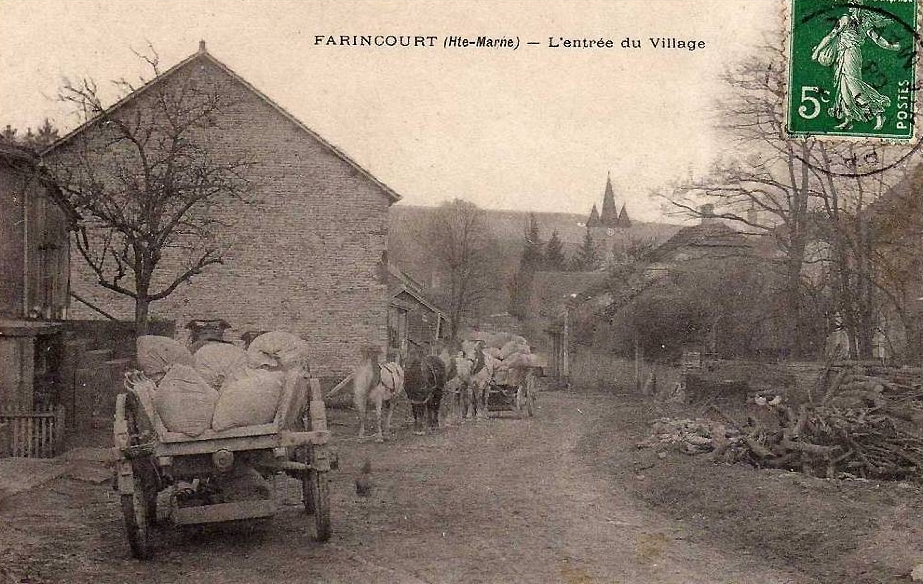
Attelages de chevaux à l'entrée du village vers 1905.
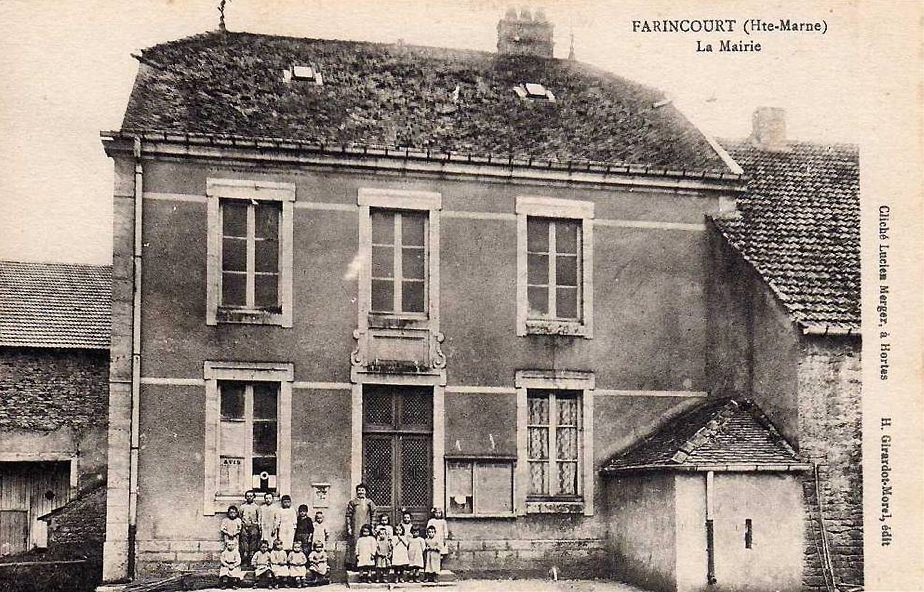
La mairie et l'école vers 1910.
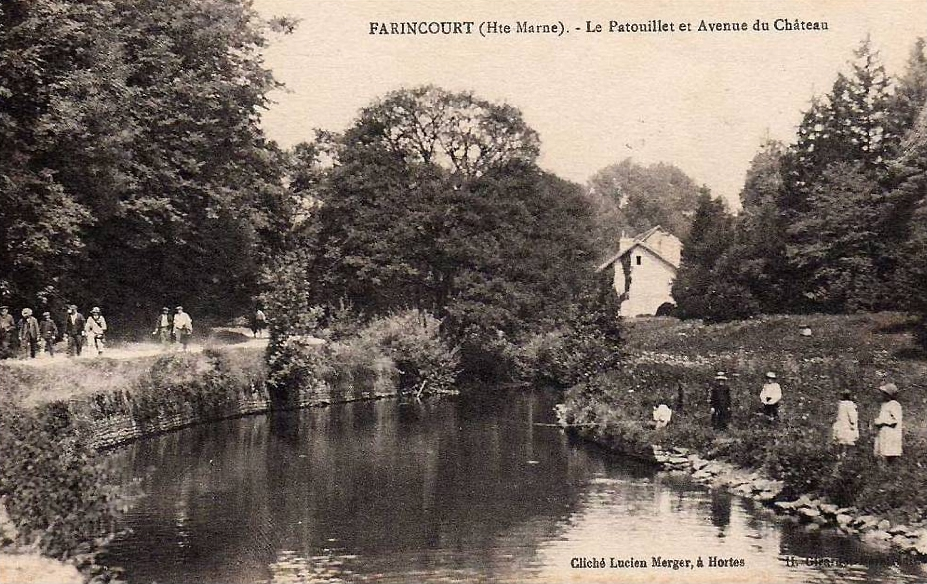
Au bord de la rivière.
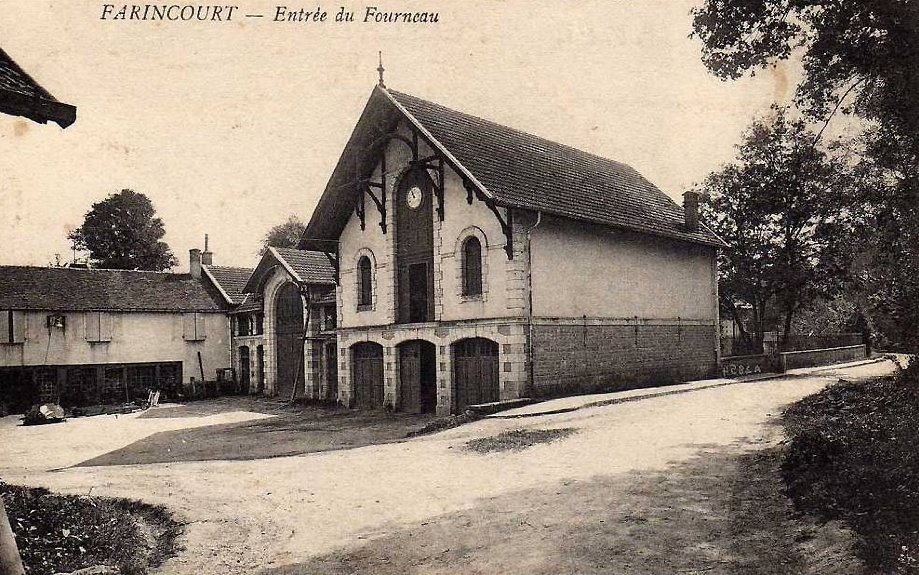
L'entrée du Fourneau.
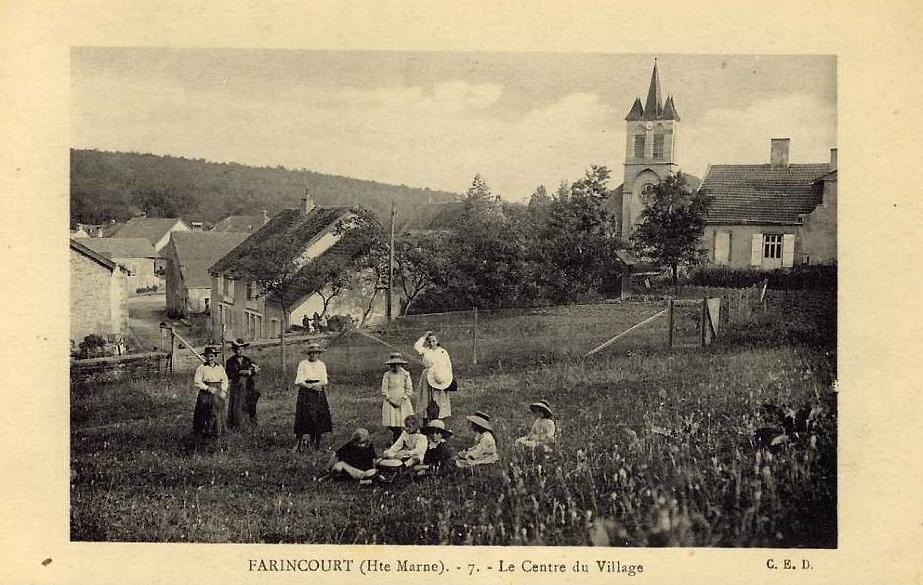
Panorama du village vers 1910.
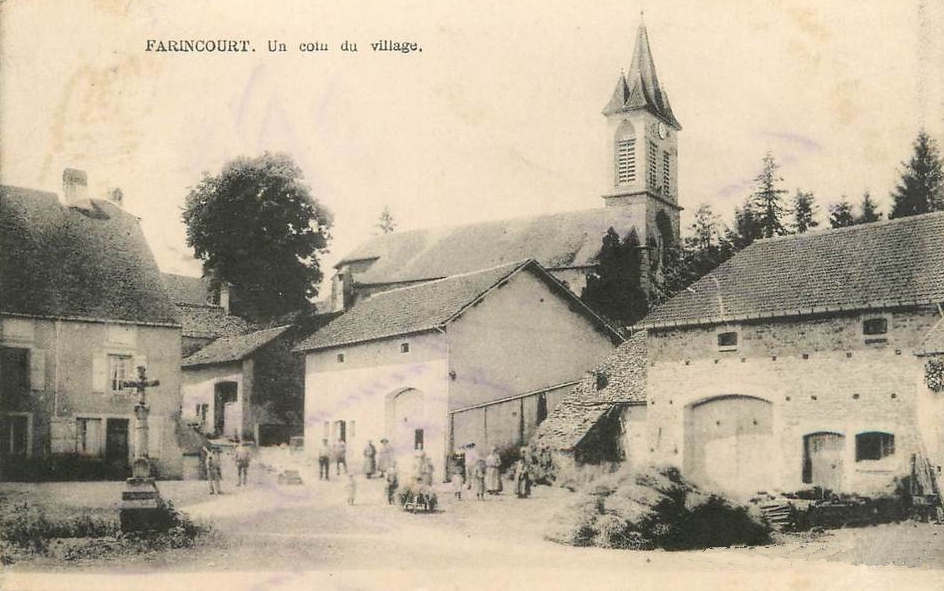
La place du village et le calvaire.